# 哈斯伍德电影公司
哈斯伍德电影公司（Hartswood Films）是一家英国电视剧和纪录片制作公司。
2009年，哈斯伍德电影公司开设了一家制作地点，位于BBC威尔士Cardiff Bay的"戏剧村"旁边。该公司在卡迪夫的第一部作品是与史蒂芬·莫法特一同创作的《神探夏洛克》。